# Gerd Faltings
Gerd Faltings (ur. 28 lipca 1954 w Gelsenkirchen) – niemiecki matematyk.

## Życiorys
Doktorat robił na Uniwersytecie w Münsterze; tytuł ten otrzymał w 1978 roku. Wyjechał do Stanów Zjednoczonych, gdzie rozpoczął pracę jako pracownik naukowy na Uniwersytecie Harvarda. Stosując metodę arytmetyczną w geometrii algebraicznej, dowiódł hipotezy Mordella, za co w 1986 roku został uhonorowany medalem Fieldsa na Międzynarodowym Kongresie Matematyków w Berkeley. W 2024 otrzymał Pour le Mérite za Naukę i Sztukę
Od 1994 roku jest dyrektorem Instytutu Matematycznego Maxa Plancka w Bonn.